# Timálie celebeská
Timálie celebeská (Pellorneum celebense) je druh ptáka z čeledi Pellorneidae. Jde o nenápadného pěvce, jenž dosahuje velikosti těla asi 15 cm.

## Systematika a evoluce
Timálii celebeskou poprvé popsal anglický přírodovědec Hugh Edwin Strickland roku 1849, přičemž pro ni zvolil vědecké jméno Trichostoma celebense, jež je považováno za vědecké synonymum. Současná systematika řadí timálii celebeskou do širšího rodu Pellorneum, který je součástí čeledi Pellorneidae. Jsou rozeznávány čtyři poddruhy timálie celebeské:
- poddruh Pellorneum celebense celebense (Strickland, 1850)
- poddruh Pellorneum celebense finschi (Walden, 1876)
- poddruh Pellorneum celebense rufofuscum (Stresemann, 1931)
- poddruh Pellorneum celebense togianense (Voous, 1952)

### Evoluce
Samotné rozdělení do poddruhů bylo založeno na základě opeření a dalších typologických charakteristik a zřejmě zcela neodráží evoluční historii timálií ze Sulawesi. Například poddruh rufofuscum zahrnuje všechny populace ze středního a jihovýchodního Sulawesi, stejně jako z přidružených ostrovů, které byly s hlavním ostrovem spojeny prostřednictvím pevninských mostů (například Wawonii a Kabaena). Studie z roku 2021, jež provedla srovnávací analýzu několika mitochondriálních genů, morfologie i vzorců zpěvu, zjistila, že poddruh rufofuscum je zřejmě tvořen čtyřmi nezávisle se vyvíjejícími se liniemi. Timálie ze Sulawesi vykazují známky rychlé speciace, čemuž zřejmě napomáhá i jejich ekologie: žijí v podrostu, což zřejmě snižuje genový tok mezi jednotlivými izolovanými populacemi. Na speciaci se vyjma menšího rozptylu jedinců nejspíše podílí i charakter prostředí. Ačkoli ostrov Kabaena dělí od Sulawesi jen 18 km moře, což by pro ptáky nemělo být velkou překážkou, a ostrov Wawonii dokonce jen 7 km, ve srovnání s pevninou zde převládá ultramafické podloží s půdami chudými na živiny. Ty podporují adaptovaná endemitní rostlinná společenstva, a nepřímo tak vytváří selekční tlaky i na místní faunu.

## Biologie
Jde o endemitního ptáka ostrova Sulawesi a některých přilehlých ostrovů. Jde o jedinou timálii, která překročila Wallaceovu linii směrem na východ. Timálie celebeská je široce rozšířený opeřenec, jenž žije v rozličných typech zalesněných areálů, a to až do nadmořské výšky 1 900 metrů, byť většinou dává přednost níže položeným regionům. Ozývá se hlasitým a plynulým zpěvem o 2 až 5 jasných hvizdech, obyčejně za rozbřesku. Někdy zpívá v párech.

## Ohrožení
Mezinárodní svaz ochrany přírody považuje timálii celebeskou za málo dotčený druh – především v důsledku velké a stabilní populace a rozsáhlého areálu výskytu.